# إيكاروس (فلم 2010)
إيكاروس (بالإنجليزية: Icarus) ويعرف أيضا بـ "ألة القتل" (بالإنجليزية: The Killing Machine) هو فيلم حركة تم إنتاجه في كندا وصدر سنة 2010 بطولة دولف لندجرين.

## القصة
(إيكاروس) عميل سوفيتي مدرب من أجل القتل، يحيا حياتين، إحداهما كأب هادئ الطباع، لطيف المعشر، يعمل في إحدى الشركات الاستثمارية، لا يعلم العديدون الجانب الآخر المظلم له، ومعيشته حياتين، وعلى الرغم من أن أفضل حالاته وأقواها كانت وهو يحيا حياة القتل والمخابرات، إلا أنه يسعى بشدة من أجل ترك ذلك النوع من الحياة، ولكن لا تأتي الرياح دوما بما تشتهي السفن .

## الميزانية والإيرادات
كلف الفيلم 6 ملايين دولار وحقق أباح تقدر بـ 73,000 دولار فقط.

## وصلات خارجية
- مقالات تستعمل روابط فنية بلا صلة مع ويكي بيانات

إيكاروس على IMDb
إيكاروس على Rotten Tomatos